# Henny Lamur
Henny Alexander Lodewijk Lamur (Paramaribo, 29 december 1914 – 1 juni 1970) was een Surinaams ambtenaar en politicus.
In 1933 slaagde hij voor het onderwijzersexamen 4e rang en in 1937 slaagde hij voor de Gouvernements Surnumerairscursus. Hij werd in januari 1938 benoemd tot schrijver bij de overheid en drie maanden later was hij surnumerair in algemene dienst. Lamur was adjunct-commies voor hij midden 1948 overgeplaatst werd naar de Administratie van Financiën en bij dat departement zou hij de rest van zijn loopbaan blijven. Een half jaar later volgde promotie tot commies en vanaf 1953 was hij hoofd van de afdeling Algemene Zaken.
Naast zijn werk als ambtenaar was Lamur actief in de politiek. Hij behoorde tot de Partij Suriname die als onderdeel van het Eenheidsfront deelnam aan de parlementsverkiezingen van 1955. Lamur werd toen verkozen tot lid van de Staten van Suriname wat hij tot 1958 zou blijven.
In 1965 volgde zijn benoeming tot onderdirecteur van Financiën. Deze functie bleef Lamur vervullen tot hij in 1970 op 55-jarige leeftijd overleed.